# ジョン・アンダーセン
ジョン・アンダーセン（John Andersen、1972年1月8日 - ）は、アメリカのIFBBプロボディビルダー、プロレスラー。カリフォルニア州サンフランシスコ出身。ストロングマン（Strong Man）というリングネームで新日本プロレスやCMLL、本名でIGFなどで活動している。

## 来歴
レスリング、ラグビー、アメリカンフットボール、ボディビルで鍛えた筋骨隆々のボディーを武器に、2000年、サブミッショングラップリングファイターとしてデビュー。
2001年、アメリカにおけるストロングマンコンテスト参加。
2004年、ストロングマンコンテストで優勝して「ノースアメリカン・チャンピオン（アメリカで1番力が強い人間）」の称号を獲得した。
2003年、プロレスデビュー。本名名義でキャリアを積む。
2008年、IGFに参戦。
2009年、CMLLに参戦。
2010年、新日本プロレスに参戦。ニュージャパン・カップ、G1 CLIMAX、G1 TAG LEAGUE（パートナーは中西学とのマッスル・オーケストラ）にエントリー。同年のプロレス大賞で最優秀タッグチーム賞を中西と受賞。
2011年、1月4日と2月20日にBAD INTENTIONS（ジャイアントバーナード&カール・アンダーソン組）の保持するIWGPタッグ王座に挑戦（パートナーは中西）。その後、メキシコのCMLLに戻り、ラ・ソンブラとアトランティスとタッグを組み、メキシコ遠征にやって来た後藤洋央紀と対戦。
7月、新日本のリングに復帰。8月にはG1 CLIMAXに2年連続で出場。昨年と比べると7連敗続きというあまりいい結果ではなかったが、優勝戦線を順調に進んでいた鈴木みのると後藤洋央紀に勝利。
10月下旬から11月上旬、長期欠場中の中西に代わってタマ・トンガとタッグを組んでG1タッグリーグに出場するも、ブロック最下位タイ（同じ最下位は永田裕志・キング・ファレ組）という結果だった。
2014年10月13日、「GENOME31」にてIGFに復帰し、将軍岡本と対戦して勝利。

## 人物
- 中西学とはタッグを組んでいることもあって非常に仲が良く、ストロングマンは中西をナックという愛称で呼んでいる。
- 入場時にバット持参してリングでバットを膝で叩き折るパフォーマンスをよくしている（首で折ることもある）。
- 中西曰く豪快で素直な性格[1]。キャリアでは中西が上であるため、試合中も中西に常にアドバイスを仰いだ。「俺に聞くヤツなんか滅多におれへんから新鮮でした」と著述している[1]。
- 朝食はほとんど食べず、夜だけ食べる食生活を送り、筋肉のために炭水化物は一切取らない[2]。なお中西学は全くの逆パターンで朝食重視のため、中西が朝食を取っている間、ずっとコーヒーを飲んでいたという[2]。

## 得意技
ストロングマン・スラム
ブロック・バスターと同型。
ストロングマン・ロック
フルネルソンと同型。
バックフリップ
チョークスラム
アルゼンチン・バックブリーカー
ニルヴァーナ
ラリアット

## タイトル歴
Lucha Libre USA
- LLUSAタッグ王座 : 1回（w / ピーティー・ウィリアムズ）

Pro Wrestling Revolution
- PWRタッグ王座（w / ミステリオッソ）

プロレス大賞
- 最優秀タッグチーム賞（2010年）（w / 中西学）